# プログレスM-24M
プログレスM-24M(ロシア語: Прогресс М-24М)はロシア連邦宇宙局が2014年に国際宇宙ステーション(ISS)の補給のために打ち上げたプログレス補給船。NASAやJAXAではプログレス56、56Pとも呼ばれる。プログレスM-24Mは6時間ランデブー方式でISSに打ち上げられた。プログレス-M改良型(11F615A60)の24機目であり、シリアル番号は423番であった。

## 運用
プログレスM-24Mは2014年7月23日21時44分(GMT)にカザフスタンのバイコヌール宇宙基地からソユーズ-Uで打ち上げられた。
プログレスM-24Mは打ち上げから6時間に満たない6月24日の3時31分(GMT)にISSのピアースにドッキングした。
プログレスM-24Mは2014年10月27日にISSからのドッキングを解除し、その後の飛行で大気圏の光信号の透過性を研究する『Отражение』と呼ばれる実験を行い、11月19日に大気圏に再突入し、太平洋上に落下廃棄された。

## 搭載貨物
プログレスは、燃料や水、食料など第40次長期滞在の乗組員向けに2322kgの貨物を搭載していた。

## 註
1. 1 2  McDowell, Jonathan. “Launch Log”. Jonathan's Space Page. 2014年7月24日閲覧。
2. ↑  Chris Bergin (2014年7月23日). “Russian Progress resupply ship M-24M docks with ISS”.   NASASpaceflight.com. 2015年10月29日閲覧。
3. ↑  Stephen Clark (2014年7月23日). “Russian cargo carrier begins journey to space station”.   Spaceflight Now. 2015年10月29日閲覧。
4. ↑  “Progress M-24M”.   Roscosmos (2014年7月24日). 2015年10月29日閲覧。